# Dodecasíl·lab
El dodecasíl·lab, com indica el nom, és un vers en principi de 12 síl·labes. En les diferents tradicions mètriques, però, les síl·labes no es compten igual, de manera que a la pràctica en pot arribar a tenir entre 12 i 16.
De vegades dodecasíl·lab es fa servir com a sinònim d'“alexandrí”, i de vegades els dos versos es distingeixen. En aquest cas, se sol entendre que el dodecasíl·lab és com un alexandrí sense cesura.
Un exemple d'aquesta distinció és el de Josep Bargalló (1991), segons el qual el dodecasíl·lab presenta dotze síl·labes sense cesura ni hemistiquis i dona l'exemple de
```
Sense l'angoixa ni la càrrega dels dies
 (...)
(
J. Carner
)
```

I ens diu que per això algun autor el considera un alexandrí sense cesura. De tota manera cal veure'l dins de la composició per a distingir-lo bé. Bargalló (1991), més endavant presenta el cas de 
```
Els qui cada diumenge, muntats en automòbils,

passen formant corrua per la carretera,

pugen de vora mar fins a l'ombra dels boscos,

o baixen de muntanya fins al sol de les platges.

(
M. Martí i Pol
)
```

On identifica: 1 alexandrí (6+6), un dodecasíl·lab (12), perquè, si bé podria semblar també una cesura femenina (corrua) cal veure el vers següent, també dodecasíl·lab, amb accent a la sisena i paraula masculina (aguda), per tant amb el recompte de 12 igual que l'anterior; i, finalment, un altre alexandrí (6+6) amb cesura femenina igual que el primer vers.